# Barawyja
Barawyja (biał. Баравыя, ros. Боровые, Borowyje) – chutor na Białorusi, w obwodzie witebskim, w rejonie brasławskim, w sielsowiecie Cieciorki. W 2019 liczył 4 mieszkańców.